# نبرد هارپاسوس
نبرد هارپاسوس در سال ۲۲۹ قبل از میلاد بین پادشاهی پرگامون و سلوکی در ساحل رودخانه هارپاسوس که شاخه‌ای از رود بزرگ میندر در سرزمین کاریا بود رخ داد. نبرد هارپاسوس آخرین نبرد از سری جنگ‌های بین پادشاه پرگامون، آتالوس اول و شاهزاده سلوکی آنتیوخوس هیراکس (مدعی تاج و تخت سلوکی) بر سر سلطه بر آناتولی غربی بود. آتالوس یک پیروزی قاطعانه به دست آورد و هیراکس یک کارزار ناکام را در بین‌النهرین آغاز کرد که منجر به شکست وی شد. بر طبق روایتی او به مصر فرار کرد و در راه توسط راهزنان کشته شد.